# Cynoglossum kandavanensis
Cynoglossum kandavanensis är en strävbladig växtart som först beskrevs av Joseph Friedrich Nicolaus Bornmüller och Gauba, och fick sitt nu gällande namn av H. Akhani. Cynoglossum kandavanensis ingår i släktet hundtungor, och familjen strävbladiga växter. Inga underarter finns listade i Catalogue of Life.